# Natalina wesseliana
Natalina wesseliana es una especie de molusco gasterópodo de la familia Rhytididae en el orden de los Stylommatophora.

## Distribución geográfica
Es endémica de Sudáfrica.
Su hábitat natural son: bosques templados.

## Estado de conservación
Se encuentra amenazada de extinción por la pérdida de su hábitat natural.